# Burchard-Bélaváry István
Burchard-Bélaváry István (Mád, 1864. február 4. – Pestszentlőrinc, 1933. október 21.) magyar festő.

## Élete, munkássága
A nagymúltú Burchard-Bélaváry család sarja, István Bécsben kezdte meg képzőművészeti tanulmányait, majd 1887-ben Amerikába utazott, ahol San Franciscóban a School of Artban tanult. Európába visszatérve, 1895-96-ban Münchenben Anton Ažbénél, 1897-98-ban Párizsban Filippo Colarossinál képezte magát. Firenzében ismerkedett meg a szintén festő Enrica Coppinivel, akivel 1889-ben összeházasodtak. Két lányuk született, az idősebb – Alice – szintén festő lett. A hosszabb firenzei tartózkodás után Debrecenben és Budapesten alkotott, majd 1904-ben családjával együtt Pozsonyban telepedett le, ahol saját festőiskoláját működtette, a helyi művészeti élet vezetője lett. 1917-ben vásárolták meg az akkor 16 éves Alice nevére a pestszentlőrinci Erzsébettelepen az Árpád utca 3. számú házat, ahová a művészcsalád a háború után költözött.

## Képgaléria

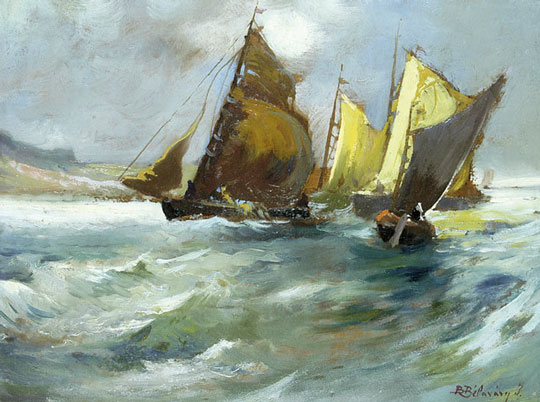
Tengeri vitorlások
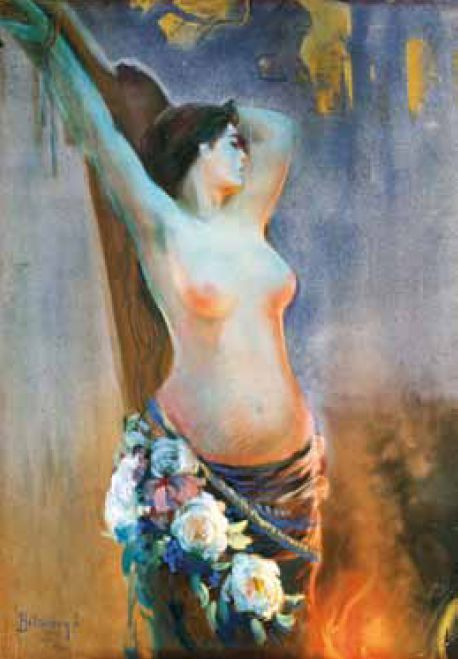
Máglyán
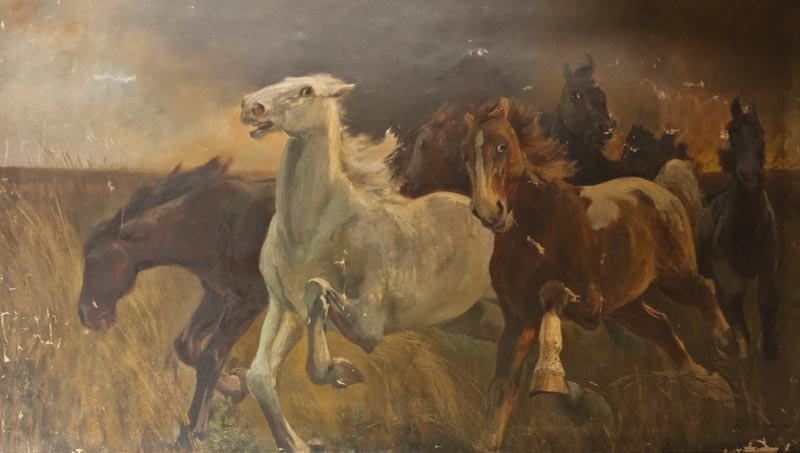
Vágtató ménes
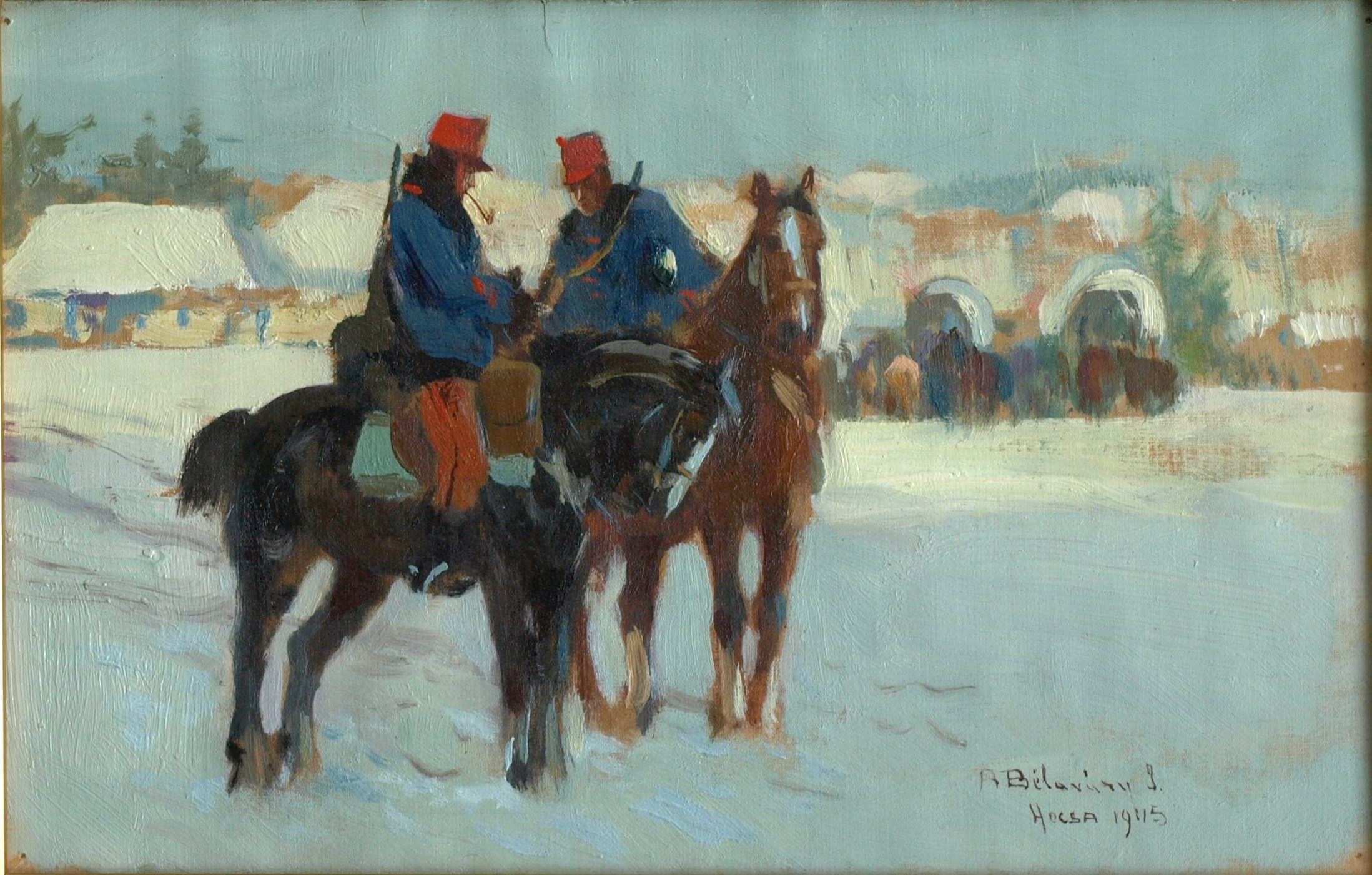
Huszárok (1911)
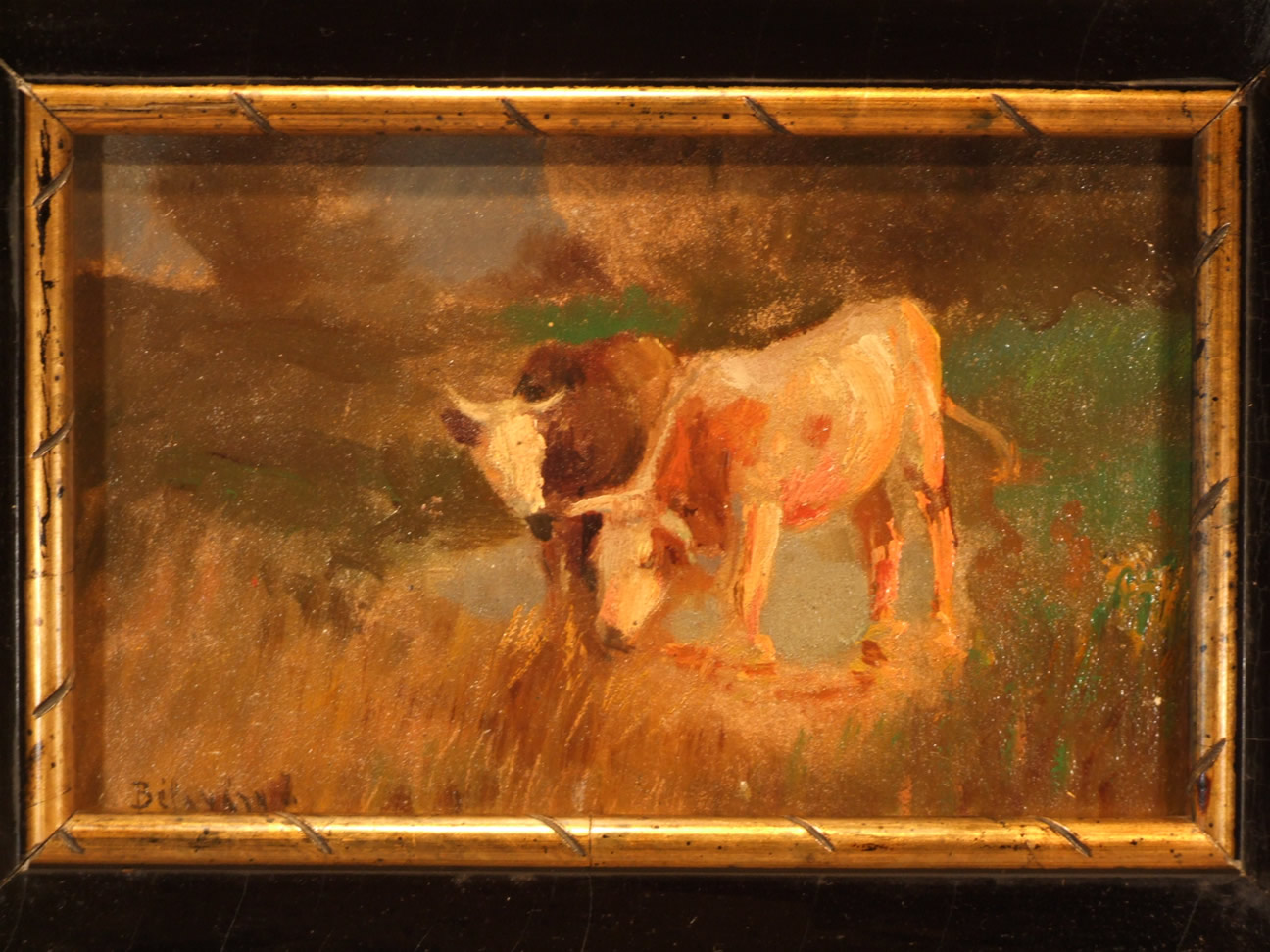

## Külső hivatkozások
- A Kieselbach Galéria honlapján
- A hősi szellem festője: Burchard Bélaváry István – Tomory Lajos Múzeum